# Roman Verostko
Roman Verostko (12 de septiembre de 1929 - 1 de junio de 2024) fue un artista y educador estadounidense que creó imágenes generadas por código, conocidas como arte algorítmico. Verostko desarrolló su propio software para generar arte original basado en ideas formales que había desarrollado como artista en la década de 1960. Su software controla el brazo dibujante de una máquina conocida como plóter de bolígrafos, diseñada principalmente para dibujo ingenieril y arquitectónico. En la programación de su software, Verostko concibió el brazo dibujante de la máquina como una extensión o prótesis de su propio brazo. Normalmente, el plóter dibuja con bolígrafos de tinta, pero Verostko adaptó pinceles orientales para ajustarlos al brazo dibujante y escribió rutinas interactivas para lograr pinceladas con sus plóteres. En 1995, cofundó los Algoristas con Jean-Pierre Hébert.

## Biografía
Roman Verostko nació en Tarrs, Pensilvania, una ciudad minera de carbón a ochenta kilómetros al este de Pittsburgh. Pintor en su juventud, también estudió como monje benedictino en Saint Vincent Seminary en Latrobe, Pensilvania, de 1952 a 1968, uniéndose al cuerpo docente en 1963. Sus viajes monásticos lo llevaron a lugares como Nueva York, Washington y París. Después de abandonar la vida religiosa en 1968, continuó experimentando con el dibujo automático, lo que lo llevó a explorar métodos para escribir código y lograr alguna forma de automatismo computarizado. Esto lo llevó a redirigir todas sus prácticas artísticas hacia arte algorítmico. Se casó con Alice Wagstaff en agosto de 1968. Ella era psicóloga y daba seminarios en el monasterio cuando Verostko la conoció. Ella falleció en 2009. Residió en Minneapolis, Minnesota, donde enseñó en el Minneapolis College of Art and Design (MCAD) de 1968 a 1994 y ostentó el título de Profesor Emérito. Verostko falleció en Minneapolis el 1 de junio de 2024, a la edad de 94 años.

## Educación
Después de graduarse de la escuela secundaria, Verostko estudió en el Art Institute of Pittsburgh, donde recibió un diploma en ilustración en 1949. En 1950 ingresó al programa escolástico de la Archiabadía de San Vicente para monjes, que incluía la entrada al Saint Vincent College, votos monásticos en 1954, una licenciatura en filosofía en 1955, cuatro años de teología en el Seminario Mayor de San Vicente y la ordenación como sacerdote en 1959. Mientras Verostko permanecía como monje adjunto a la Archiabadía de San Vicente, realizó estudios de posgrado a principios de la década de 1960 en otras instituciones, primero en un programa de MFA en el Pratt Institute en 1961, luego estudios en historia del arte en la New York University y la Columbia University de 1961 a 1962. Verostko luego viajó a París, donde estudió grabado en el Atelier 17 de Stanley William Hayter de 1962 a 1963, además de tomar cursos en la École du Louvre y visitar sitios religiosos. 
Gran parte del trabajo de Verostko en París "buscaba manifestaciones visuales de experiencias internas que trascendían la observación racional". Para muchas de estas obras 'automáticas' mantenía un cuaderno privado de 'estados de experiencia' relacionados con su ejecución". Quizás no sorprenda que Hayter trabajara muy de cerca con los Surrealistas, explorando metodologías semi-automatizadas para la creación de imágenes con la creencia de que su fuente era lo irracional. Hayter también se asoció con muchos de los precursores de los Algoristas, entre ellos Le Corbusier.
Muchos de los temas que Verostko exploraría en su obra surgieron en este período en y alrededor de París. Retomó la creación de pinturas expresionistas abstractas y recorrió un innovador espectáculo de luz y sonido que había creado basado en los Salmos, mientras editaba la Nueva Enciclopedia Católica en Washington D. C. Verostko escribió su primer código en tarjetas perforadas en el Control Data Institute a finales de la década de 1960. En el verano de 1970, con una beca de la Fundación Bush para explorar "la humanización de las nuevas tecnologías", trabajó con Gyorgy Kepes en el Centro de Estudios Visuales Avanzados (CAVS) del MIT. "Pero mi verdadero trabajo de codificación comenzó con las primeras computadoras personales, las Apple que teníamos en el '78 y la IBM que salió en agosto de 1981", dijo.

## Obras de Arte
En 1982, Verostko desarrolló un programa interactivo que producía un espectáculo de luces generado por computadora llamado "Magic Hand of Chance". Operaba con 32 KB de memoria y estaba escrito en BASIC con una PC IBM de primera generación. El "Magic Hand" era capaz de funcionar durante días sin repetirse. Luego creó su software Hodos, un programa integrado de rutinas que, a su parecer, intentaba imitar algunos de los procedimientos que había utilizado en sus años pre-algoristas. Su primer plotter de pluma, un Houston Instruments DMP-52, con 14 ranuras para plumas, le proporcionó una rica paleta de tintas para sus rutinas de dibujo. También creó rutinas para manejar pinceles orientales adaptados al brazo dibujante de la máquina. Para 1987, había integrado pinceladas expresivas con agrupaciones coloridas de trazos de pluma. Ejemplos de su trabajo con plotters algorítmicos incluyen la serie Pathway, las Pearl Park Scriptures, el Diamond Lake Apocalypse y la Manchester Illuminated Universal Turing Machine, producida en honor a Alan Turing.
En 1990, Verostko publicó un libro de artista en honor a George Boole, en una edición limitada. Cada copia del libro contiene dibujos únicos realizados con plotters de múltiples plumas, y el frontispicio incluye una sola pincelada creada utilizando el mismo algoritmo.
En 2008, Verostko instaló un mural "al revés", con 11 unidades que abarcan dos pisos dentro de la entrada principal del Centro de Aprendizaje Temprano Fred Rogers, ubicado en el campus del Saint Vincent College, Latrobe, Pennsylvania. Las imágenes son transformaciones digitales de sus dibujos originales con pluma y tinta creados para un "Upsidedown Book" en la década de 1970. Su "Upsidedown Book" fue publicado y dedicado a Fred Rogers el 2 de agosto de 2008.

## Colecciones públicas
Su obra se encuentra en el Victoria and Albert Museum, el Minneapolis Institute of Arts, el Saint Vincent College, la Universidad Spalding en Louisville, y el Centro de Ciencias e Ingeniería Frey de la Universidad de St. Thomas en St. Paul. Sus dibujos también han sido exhibidos en más de 30 exposiciones en Roma, Berlín, Estambul, Lima, Tokio y Nueva York.